# Кричинский, Константин Ильич
Константин Ильич Кричинский (25.10.1847 г. — не ранее 1917 г.) — русский военачальник, генерал-лейтенант.
Происходил из польско-литовских татар. Мусульманин.
Общее образование получил во 2-м кадетском корпусе.
Службу начал 22 сентября 1863 года юнкером рядового звания в 1-м военном Павловском училище. 7 августа 1865 года выпущен прапорщиком в Переяславский 18-й драгунский полк.
23 февраля 1866 года произведен в поручики. С марта 1870 года штабс-капитан. 19 августа 1874 года за отличие по службе произведен в капитаны. Командовал эскадроном — 7 лет и 3 месяца.
Участник русско-турецкой войны 1877—1878 гг. В 1877 году был удостоен орденов Святой Анны 3-й степени с мечами и бантом и Святого Станислава 2-й степени с мечами. 12 сентября 1878 года за боевое отличие произведен в майоры. В 1882 году награждён орденом Святой Анны 2-й степени.
6 мая 1884 года переименован в подполковники. В 1891 году награждён орденом Святого Владимира 4-й степени с бантом за 25 лет службы в офицерских чинах. 18 ноября 1892 года за отличие по службе произведён в полковники и назначен Могилевским уездным воинским начальником. С 30 июня 1893 года Ошмянский уездный воинский начальник. В 1896 году удостоен ордена Святого Владимира 3-й степени.
С 31 октября 1899 года командир 4-го пехотного Копорского полка. Участник русско-японской войны. 22 февраля 1904 года произведён в генерал-майоры с назначением командиром 2-й бригады 6-й Восточно-Сибирской стрелковой дивизии. За боевые отличия награждён в 1905 году орденами Святого Станислава 1-й степени с мечами, Святой Анны 1-й степени с мечами и Золотым оружием.
29 марта 1906 года был назначен командиром 2-й бригады 32-й пехотной дивизии.
После выхода в 1907 году в отставку Константин Ильич поселился в Западном крае и занимался общественной деятельностью. В 1913 году в Варшаве было создано и официально зарегистрировано Варшавское мусульманское общество помощи бедным мусульманам, председателем которого был избран К. И. Кричинский, а его сын Леон — секретарем общества. В связи с событиями 1-й мировой войны и оставлением Варшавы отставной генерал-лейтенант К. Кричинский перебрался в Петроград.

## Семья
Жена — Мария Матвеевна Ахматович
Сыновья: Ольгерд, Леон и Анатолий.